# Нечаев, Иван Павлович
Иван Павлович Нечаев (1925—1966) — советский военнослужащий. Участник Великой Отечественной войны. Герой Советского Союза. Старшина запаса.

## Биография
Родился 26 августа 1925 года в городе Уварово ныне Тамбовской области. Член ВКП/КПСС с 1945 года. Окончил 7 классов, работал трактористом в колхозе.
В Красной Армии с декабря 1942 года. Окончил школу младших командиров. В действующей армии с декабря 1943 года. Воевал на 4-м Украинском, 1-м Прибалтийском, 3-м Белорусском фронтах. Наводчик орудия 997-го стрелкового полка 263-й стрелковой дивизии младший сержант Нечаев отличился в мае 1944 года в боях при освобождении Севастополя. На подступах к городу 8 и 9 мая, оставшись один у орудия, будучи раненым, уничтожил 6 огневых точек и много вражеских солдат и офицеров.
Указом Президиума Верховного Совета СССР от 24 марта 1945 года за мужество и отвагу проявленные при освобождении Севастополя, младшему сержанту Нечаеву Ивану Павловичу присвоено звание Героя Советского Союза с вручением ордена Ленина и медали «Золотая Звезда».
После войны продолжал службу в Советской Армии. В 1950 году уволен в запас в звании старшины. С 1950 года жил в Ростове-на-Дону. С 1951 года работал вольнонаёмным служащим в Советской Армии: слесарь учебно-опытных мастерских в Ростовском высшем военном инженерном командном училище, с 1961 года — экспедитор столовой там же.
Умер 1 декабря 1966 года. Похоронен на Братском кладбище в Ростове-на-Дону.
Награждён орденами Ленина, Славы 2-й и 3-й степеней, медалями.